# Gettone d'oro
Il gettone d'oro è un premio solitamente elargito nei quiz televisivi italiani e consiste in pezzi d'oro a forma di gettone, di peso variabile, che su una delle facce riportano il logo dell'azienda commissionante, ad esempio RAI o Mediaset. Questo tipo di premio risale al 1955.

## Descrizione
La legge italiana impedisce il gioco d'azzardo (e quindi la vincita di denaro contante) al di fuori di contesti regolamentati, ragion per cui le trasmissioni televisive che mettono in palio premi in denaro pagano a distanza di massimo sei mesi con un quantitativo di gettoni d'oro che corrisponde più o meno alla vincita effettuata al netto dell'aliquota IVA (ovvero il 22%).
Alla data del pagamento, il vincitore viene contattato dal banco metalli che ha coniato i gettoni e gli viene comunicato il numero di gettoni che verranno inviati. A questo punto normalmente viene offerta al concorrente la possibilità di ricevere il pacchetto di gettoni o di rivendere direttamente al banco metalli i gettoni, facendosi accreditare la cifra sul conto corrente. In questa fase c'è un'ulteriore svalutazione del premio (in questo caso del 5% circa), che però è di solito minore di quella che si avrebbe rivendendo i gettoni alla Banca d'Italia (o ad altri banchi metalli).
La cifra ricevuta dipende quindi da diversi fattori, primo fra tutti l'andamento della quotazione dell'oro tra il momento della vincita e quello della riscossione del premio.
A partire dal 1º gennaio 2019, grazie a una sentenza del TAR del Lazio, le vincite in gettoni d'oro sono state abolite, dando la possibilità ai concorrenti che partecipano a programmi televisivi con vincite in denaro di riscuotere il montepremi in contanti, restando comunque attive a discrezione.